# Оджоно
Оджоно (итал. Oggiono) — населённый пункт в итальянском регионе Ломбардия. Расположен на берегу озера Анноне, в провинции Лекко. Находится в 40 км к северо-востоку от Милана.
Население составляет 9 032 человека (2016 г.), плотность населения составляет 1135 чел./км². Занимает площадь 7,96 км². Почтовый индекс — 23848. Телефонный код — 0341.
Покровительницей коммуны почитается святая Евфимия Всехвальная, празднование 16 сентября.
Известен как место рождения художника Марко д'Оджоно.

## Галерея

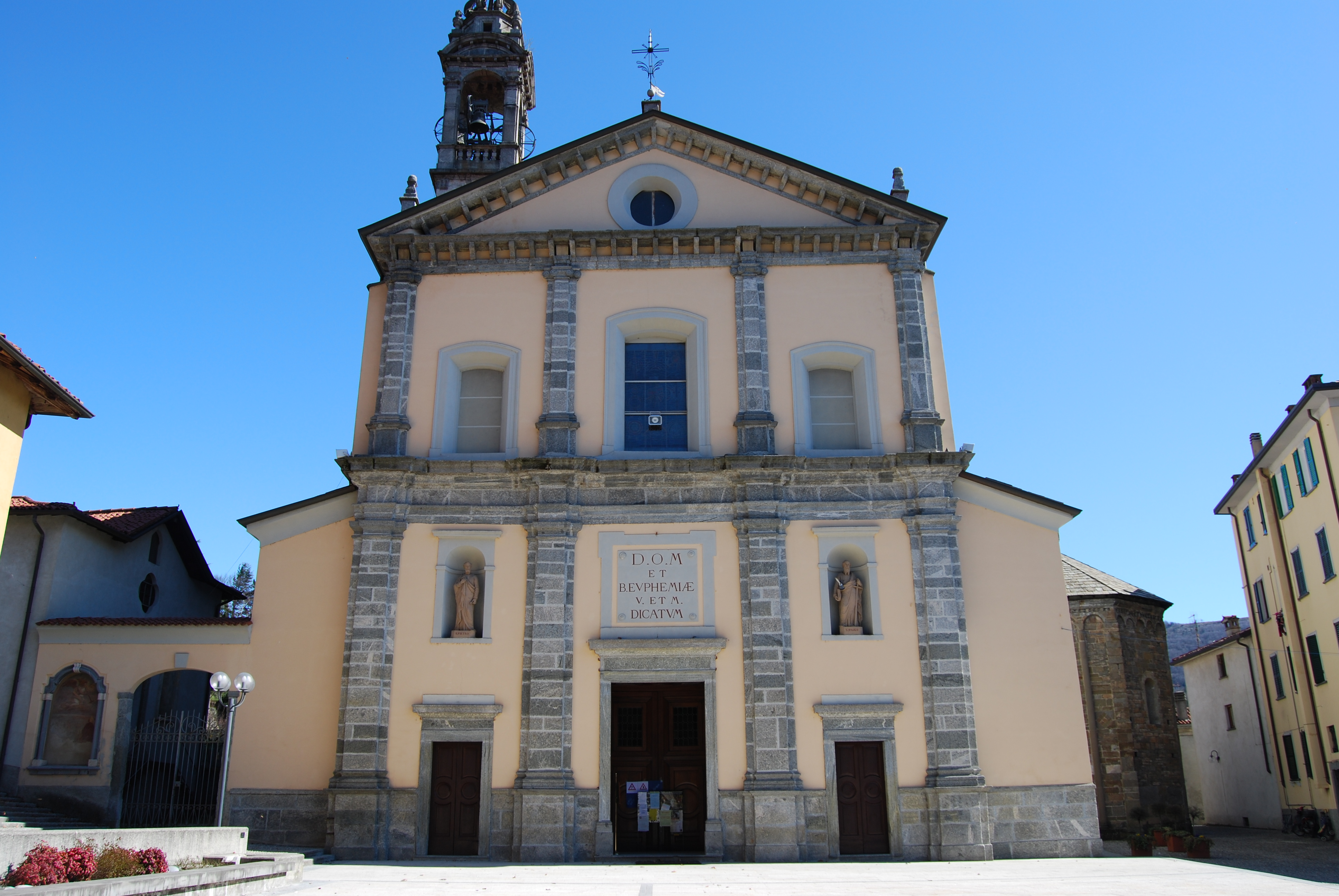
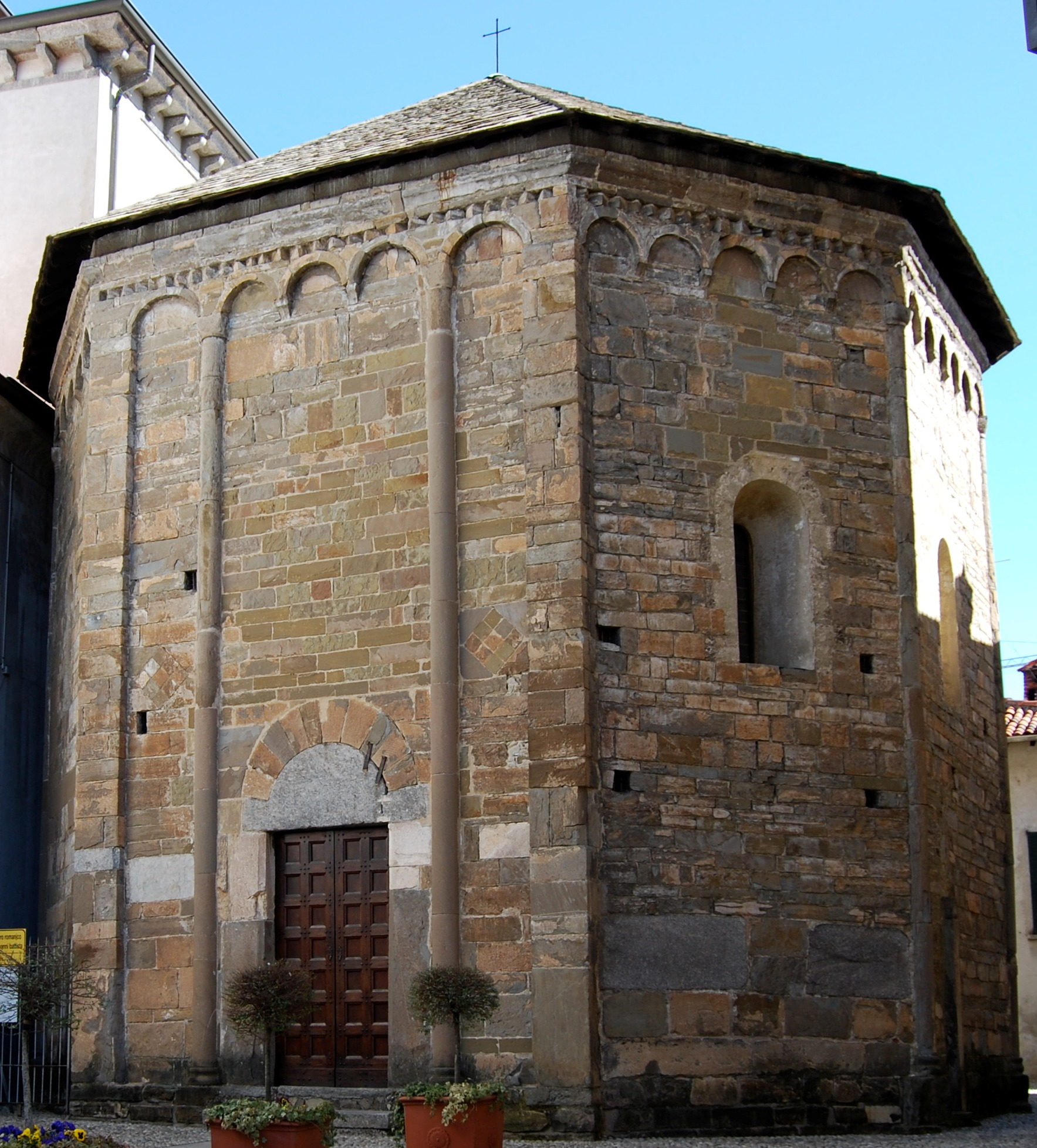
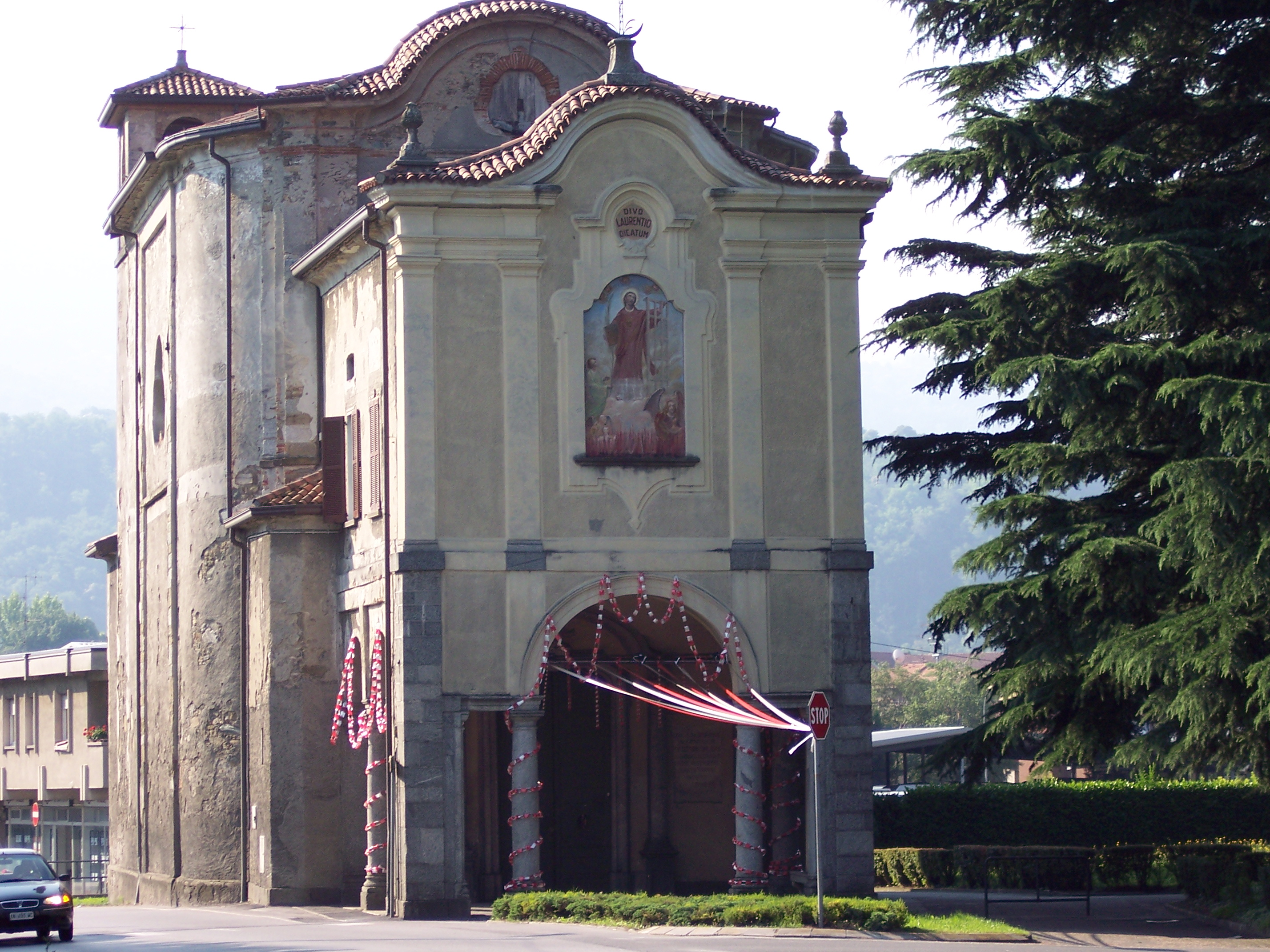
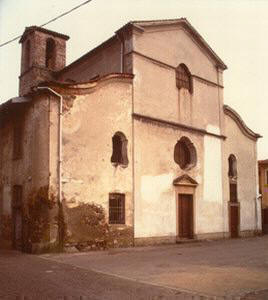
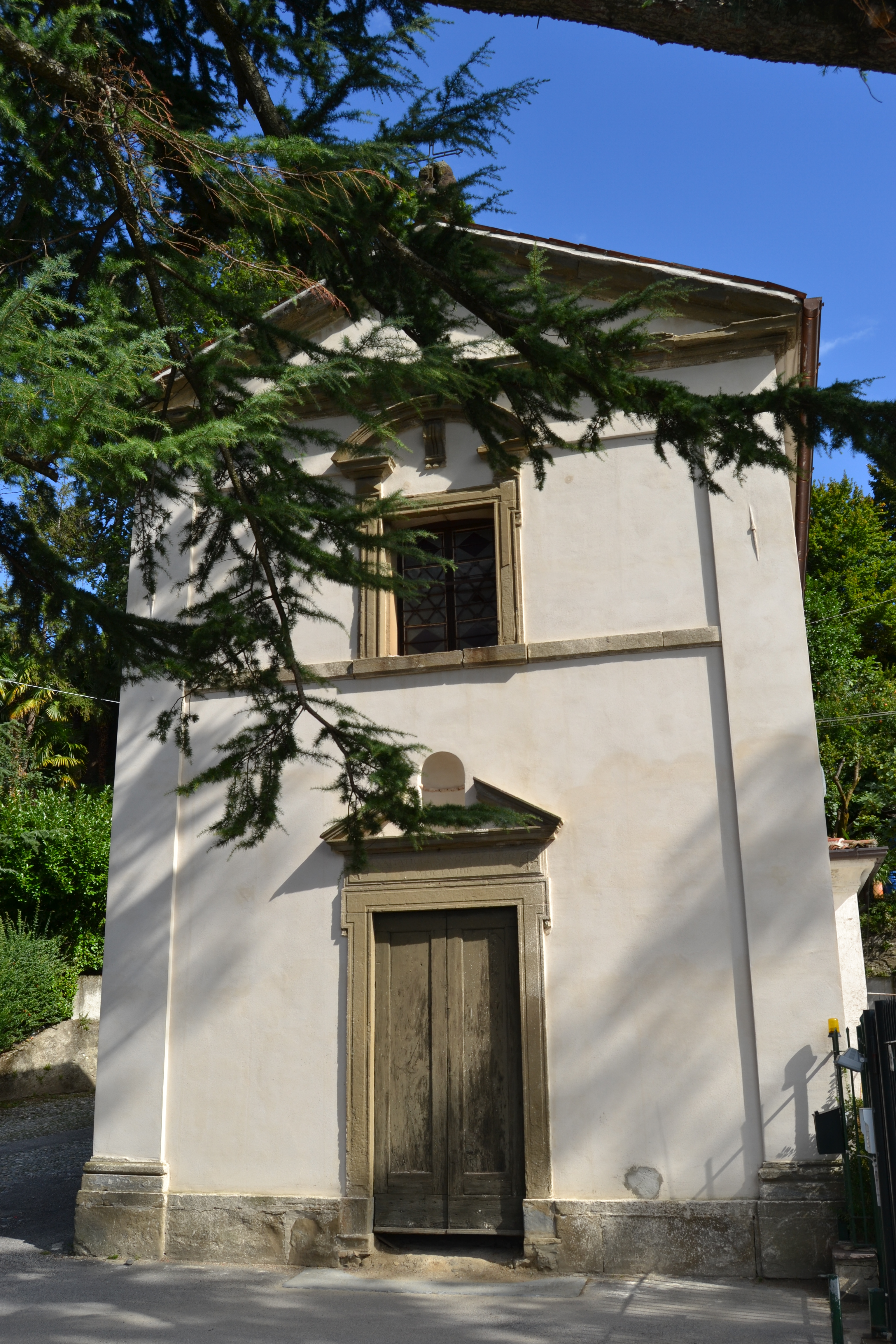
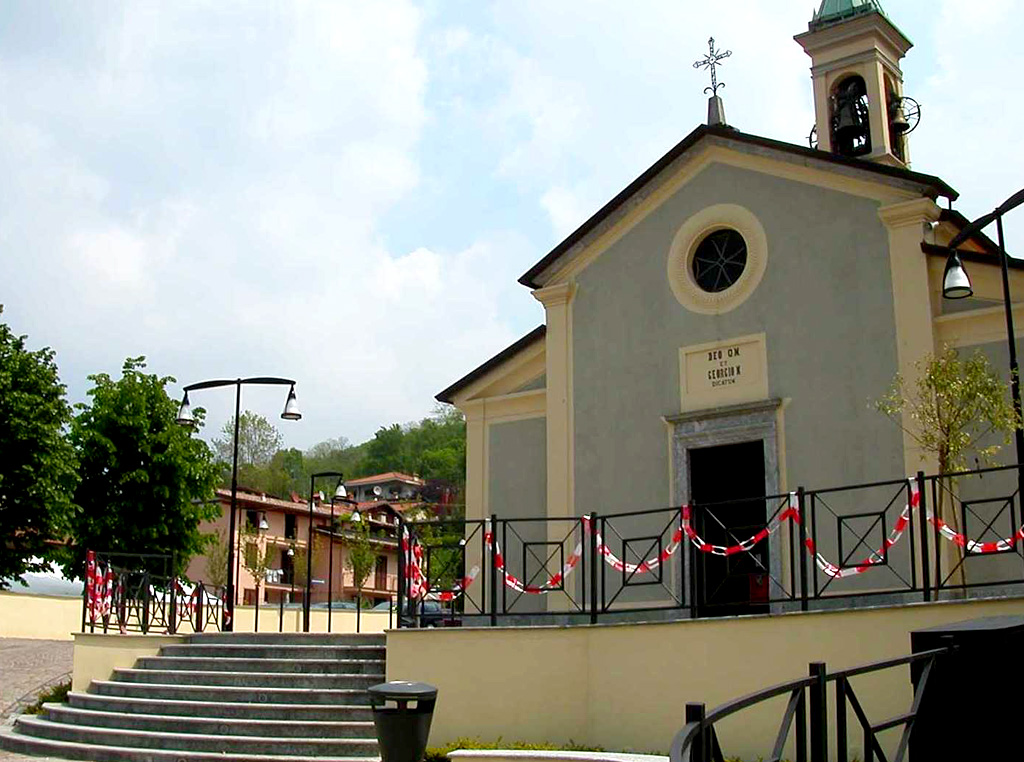

## Города-побратимы
- Лайсниг, Германия
- Халастелек, Венгрия